# Szürke télibagoly
A szürke télibagoly (Conistra rubiginosa)  a rovarok (Insecta) osztályának a lepkék (Lepidoptera) rendjéhez, ezen belül a bagolylepkefélék (Noctuidae) családjához tartozó faj.

## Elterjedése
Egész Közép-és Dél-Európában elterjedt. Az északi, a déli élettere kiterjed Finnskandináviára, Litvánia és Lettországra, keleten Nyugat-Ukrajnára és Törökországra. Kedveli az erdős élőhelyeket, főként a lombhullató, vagy vegyes erdőket.

## Megjelenése
- lepke: szárnyfesztávolsága: 31–36 mm. A teste viszonylag karcsú. Az első szárnyak keskenyek, hosszúkásak, hegyes csúcsúak, alapszínük világos szürkésbarna, világosokker erezettel, fekete foltokkal. A hátsó szárnyak színe szürkésbarna.
- pete: félgömb alakú, szabálytalan hosszanti vonalakkal. Először sárga, később világosvörös.
- hernyó: hernyó felső része sárgás-barna, az alja világosszürke, V alakú mintázattal.
- báb: viszonylag tömzsi, barnásvörös.

## Életmódja
- nemzedék: egy nemzedékes faj, augusztusra és szeptemberre jellemző a rajzása, a téli hibernáció után ismét  áprilisban és májusban. Enyhe téli napokon, akár 2-4 ° levegő hőmérsékleten ismét aktív. Ilyenkor fa nedvével, az őszi gyümölcsökkel vagy csipkebogyóval táplálkoznak.
- hernyók tápnövényei: májusban és júniusban jelennek meg, tápnövényeik az orgona (Syringa vulgaris), termesztett alma (Malus domestica), rózsa (Rosa sp.), szilva (Prunus domestica), kökény (Prunus spinosa), seprűzanót (Sarothamnus scoparius) és a hanga (Calluna vulgaris).A fiatal hernyók először a virágokkal és bimbóval táplálkoznak, majd a tápnövények levelein. A talajban gubóznak be.

## Fordítás
- Ez a szócikk részben vagy egészben  a   Feldholz-Wintereule című német Wikipédia-szócikk fordításán alapul.  Az eredeti cikk szerkesztőit annak laptörténete sorolja fel. Ez a jelzés csupán a megfogalmazás eredetét és a szerzői jogokat jelzi, nem szolgál a cikkben szereplő információk forrásmegjelöléseként.